# 唐才常
唐才常（1867年—1900年8月22日），字伯平，號紱丞，又字佛塵，湖南瀏陽人。生於清同治六年（1867年），與譚嗣同同鄉，同师于欧阳中鹄，并称为“浏阳二杰”，因發動自立軍起義，被張之洞逮捕，斬首。

## 簡介
早年就讀於長沙校經書院、岳麓書院及武昌兩湖書院。
光绪二十三年（1897年），与熊希龄、谭嗣同、蒋德钧、陈三立等创湖南时务学堂。光绪二十四年（1898年）正月，与谭嗣同等发起创立南学会，担任议事会友。光绪二十四年（1898年）八月，应谭嗣同电召赴京師，行至汉口，闻政变发生，嗣同等就义。遂南返，旋往上海，历游香港、新加坡、日本等地。光绪二十五年（1899年）二月，回到上海，主编《亚东时报》。秋，再赴香港、南洋、日本，與康有为、梁启超、孙中山等人接触，图谋武装勤王。
光緒二十六年（1900年），義和團事起，唐在上海與沈藎、畢永年等组织“正气会”，對外託名“東文譯社”，后改名为“自立会”，自任总司令；光緒二十六年七月初一日（1900年7月26日），在上海愚園邀集維新人物，召開“中國國會”（又名中國議會），由葉浩吾主席，宣布：「不認通匪矯詔之偽政府」「保全中國自主」等事項；並由容閎以英文起草對外宣言，謂「決定不認滿洲政府有統治清國之權」。會中推舉容閎、嚴復為正副會長，才常任總幹事，參加者八十餘人，孫寶瑄、汪康年、章太炎、畢永年等與焉。會後決定自立軍分七路大舉，定七月十五日在汉口、汉阳、安徽、江西、湖南等地同时起事。因保皇會匯款不至，擬延於二十九日發難。自立军前军统领秦力山在安徽淮南大通，未得情报，仍按期起事，迅遭失败。
清政府闻风声，沿长江戒严。湖广总督張之洞對於唐才常的活動早有所聞。唐肄業於兩湖書院，算是他的門生。後有剃頭匠向都司告密，張之洞派兵搜索。光緒二十六年七月二十七日（1900年8月21日）晚，汉口总机关被破获，唐与林圭、傅慈祥、田邦璿（璇）等12人被捕。張之洞特派鄭孝胥去審問，才常說：「此才常所為，勤王事，酬死友，今請速殺！」並獄中題詩“賸好頭顱酬故友，無損面目見群魔”。於光緒二十六年七月二十八日（1900年8月22日）夜二更於武昌大朝街滋陽湖畔斬首，臨刑前有詩“七尺微軀酬故友，一腔熱血濺荒丘。”同難者共十一人，懸才常首級於漢陽門。
遗稿有《觉颠冥斋内言》4卷，另有部分文稿收入《浏阳二杰遗文》。后有新编《唐才常集》。
葬于今湖北省武汉市武昌区庚子革命烈士墓。

## 其它
- 三子唐有壬，曾任国民党民国政府外交部常务次长。

## 延伸阅读
[在维基数据编辑]
 《清史稿/卷464》，出自趙爾巽《清史稿》